# もひとつ!きよし節
もひとつ!きよし節(-ぶし)は、ラジオ大阪で火曜日の20時55分から20時59分まで放送されているラジオ番組である。

## 概要
直前に放送されているネット番組の『氷川きよし節』（文化放送制作）で使用されていない氷川きよしの楽曲を、ラジオ大阪のスタジオからアナウンサーの曲紹介とともに放送する番組である。放送時間が4分間と短いため、大半の曲はフェードアウトする。